# 필립 드 라시

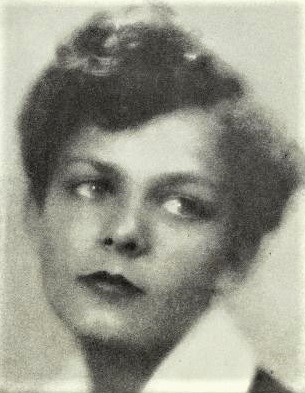

필립 드 라시(Philippe De Lacy, 1917년 7월 25일 ~ 1995년 7월 29일)는 미국의 배우, 영화 감독이다.
낭시에서 태어났으며 카멀바이더시에서 사망하였다. 사인은 암이다.

## 영화
- 사라와 아들 (1930년)
- 스퀘어 숄더 (1929년)
- 마더 매크리 (1928년)
- 황태자의 사랑 (1927년)
- 육체의 길 (1927년)
- 피터 팬 (1924년)
- 로시타 (1923년)